# هاخلبایش
هاخلبایش (به آلمانی: Hachelbich) یک منطقهٔ مسکونی در آلمان است که در Kyffhäuserland واقع شده‌است.
 هاخلبایش  ۵۹۹ نفر جمعیت دارد.